# UglyDolls
UglyDolls is een geanimeerde muzikale avonturenfilm uit 2019 , geregisseerd door Kelly Asbury en geschreven door Alison Peck, naar een verhaal van Robert Rodriguez, die ook produceerde. Het is gebaseerd op de gelijknamige knuffels van David Horvath en Sun-Min Kim en gaat over een groep van hen die ondanks hun gebreken op zoek gaan naar eigenaren in de "Grote Wereld". De stemmen van de film zijn  Kelly Clarkson, Janelle Monáe, Blake Shelton, Wanda Sykes, Gabriel Iglesias, Wang Leehom, Nick Jonas en Pitbull.
UglyDolls werd in de bioscoop uitgebracht door STX Films, de eerste animatiefilm die door het bedrijf werd geproduceerd. De film kreeg negatieve recensies van critici en bracht wereldwijd 32 miljoen dollar op. Het was de laatste film die geregisseerd werd door Kelly Asbury, die in juni 2020 overleed aan kanker.

## Verhaallijn
In een verborgen universum in een speelgoedfabriek worden misvormde poppen, ook wel UglyDolls genoemd, in een tunnel gedropt die naar het afgelegen stadje Uglyville leidt. Onder deze poppen bevindt zich Moxy, die droomt van de 'Grote Wereld' en geliefd wordt door een kind, ondanks dat de burgemeester van Uglyville, Ox, haar ervan verzekert dat dit concept een mythe is. Op een dag praten Moxy en haar verlegen vriend en adviseur Lucky Bat over de grote wereld. Geïnspireerd door dit gesprek reizen Moxy en Lucky, gevolgd door de cynische bakker Wage, de relaxte Ugly Dog en de zachtaardige reus Babo, door de tunnel.
De UglyDolls ontdekken het Instituut van Perfectie, waar de ijdele en oppervlakkige leider van de Perfecte Poppen (of "Pretties") Lou de UglyDolls vertelt dat ze geen kans hebben om de Gauntlet te doorstaan. Dit is een hindernisbaan gebaseerd op een mensenhuis, die bepaalt of een pop de poort naar de Grote Wereld mag gebruiken. Lou laat ze uiteindelijk trainen voor de Gauntlet, maar stuurt zijn drie Spy Girls eropuit om uit te zoeken waar Moxy's groep vandaan komt.
De eerste trainingsdagen van de UglyDolls eindigen in een ramp. Mandy, een van de Pretties, heeft slechte ogen en wil geen bril dragen uit angst om als lelijk te worden bestempeld. Ze leeft mee met de UglyDolls en geeft ze wat tips over hoe ze een Perfect Doll kunnen worden.
De Spy Girls keren terug met een ontvoerde Os die aan Moxy toegeeft dat hij wist van de Grote Wereld, omdat hij ooit getraind heeft voor de Gauntlet en bijna overleden is voordat de Pretties zich tegen hem keerden. Lou stuurde hem door de tunnel en beweerde dat hij dacht dat die hem naar een veilige plek zou brengen. Daar vond Ox het recyclingcentrum. Toen hij zag dat andere poppen zoals hijzelf verscheurd werden, verlegde hij de route van de tunnel en stichtte aan de andere kant Uglyville.
Gedemoraliseerd door het besef dat ze fabrieksafval zijn, vervalt het hele stadje Uglyville in wanhoop en Moxy berust in haar lot. Mandy bezoekt Moxy en moedigt haar aan om in haar geloof te blijven geloven, omdat het alle onvolmaakte Pretties hoop heeft gegeven dat ze zullen slagen. Moxy en Mandy worden vervolgens door de Spy Girls overvallen en meegenomen naar Lou, die het recyclingcentrum heeft ontstopt. Hij slaat Mandy's bril kapot en laat haar en Moxy achter om verscheurd te worden. Ox roept de UglyDolls bijeen om het tweetal te redden.
Op de dag van de Gauntlet arriveert de gehele bevolking van Uglyville bij het instituut. Moxy, Mandy en enkele Uglies eisen dat ze mee mogen doen. Lou kondigt aan dat hij en enkele anderen met hen mee zullen gaan, met het geheime plan om hun kansen te saboteren. Als de Uglies en Lou het einde bereiken, worden ze tegengehouden door een robotbaby. Lou schopt de baby en rent naar de finish, maar Moxy en de andere UglyDolls stoppen om de huilende baby te troosten. Het systeem geeft ze automatisch door, omdat de werkelijke functie van een pop is om een kind blij te maken. Nadat hij ondanks het afronden van de cursus toch zakt, geeft Lou toe dat hij de fabriek niet mag verlaten omdat hij een prototype is, en dat hij Ox uit jaloezie heeft gesaboteerd. Vervolgens vernietigt hij de poort naar de mensenwereld, maar de Uglies en Pretties werken samen om een nieuwe poort te bouwen, waarvoor geen training nodig is om erdoorheen te komen. Ze voegen hun steden samen tot de Stad van de Onvolmaaktheid, nog steeds geleid door burgemeester Ox. Moxy passeert uiteindelijk de poort en krijgt een cadeau van haar aan een kind, Maizy, die dezelfde ontbrekende tand heeft als zij.
In de aftiteling is te zien dat verschillende poppen aan een mens zijn gekoppeld, terwijl een ontevreden Lou is gedegradeerd tot schoonmaakster. 

## Stemmencast
| Personage      | Engelse stem     | Nederlandse stem    |
| -------------- | ---------------- | ------------------- |
| Moxy           | Kelly Clarkson   | Vajèn van den Bosch |
| Mandy          | Janelle Monáe    | Sosha Duysker       |
| Lou            | Nick Jonas       | Jamai Loman         |
| Ox             | Blake Shelton    | Wiebe-Pier Cnossen  |
| Ugly Dog       | Pitbull          | Défano Holwijn      |
| Wage           | Wanda Sykes      | Lieke van Lexmond   |
| Lucky Bat      | Wang Leehom      | Jop Joris           |
| Babo           | Gabriel Iglesias | Jelle Amersfoort    |
| Wedgehead      | Emma Roberts     | Tara Hetharia       |
| Sandy / Martes | Bebe Rexha       | Lottie Hellingman   |
| Kitty          | Charli XCX       | Denise Aznam        |
| Lydia          | Lizzo            | Vivian van Huiden   |
| Peggy          | Ice-T            | Maurits Delchot     |